# 백산초등학교 (경북)
백산초등학교는 대한민국 경상북도 고령군 쌍림면 영서로 3184 (백산리)에 있었던 초등학교이다.

## 연혁
- 1947년 7월 10일 쌍림국민학교 백산분교장 개교
- 1950년 3월 30일 백산국민학교 승격
- 1986년 3월 1일 병설유치원 개원
- 1996년 3월 1일 백산초등학교로 개칭
- 2013년 3월 1일 쌍림초등학교로 통합